# Bischwiller
Bischwiller (Duits: Bischweiler) is een gemeente in het Franse departement Bas-Rhin (regio Grand Est). De gemeente maakt deel uit van het arrondissement Haguenau-Wissembourg. Bischwiller telde op 1 januari 2022 12.211 inwoners.

## Geschiedenis

### Heerlijkheid
De plaats begon als jachtdomein van de bisschoppen van Straatsburg. In de 12e eeuw werd Bischwiller een heerlijkheid. In 1263 werd het kleine dorp afgebrand door de Straatsburgers tijdens een conflict met hun bisschop. De heren van Bischweiler zetelden in het kasteel van Tiefenthal, dat in de 18e eeuw werd afgebroken.

### Industrie
In 1686 vestigde het genootschap van minstrelen van Beneden-Elzas zich in Bischwiller. Dit wordt herdacht tijdens het tweejaarlijks muziekfestival Pfifferdaj. Vanaf 1618 vestigden protestanten uit de Palts en uit Frankrijk zich in Bischwiller. Onder hen waren veel wolbewerkers en zo ontstond een lakennijverheid in Bischwiller. In het midden van de 19e eeuw waren er een honderdtal textielateliers in de gemeente. In 1842 deed een eerste stoommachine haar intrede in de textielindustrie van Bischwiller, maar de industrialisatie stokte na de annexatie bij Duitsland in 1871. Meer dan 4.000 van de 11.500 inwoners weken uit naar Frankrijk. In 1883 werd er wel een fabriek voor jute opgericht. Deze werd opgevolgd door de firma VESTRA, die tot 2000 werknemers telde maar in 2002 de deuren sloot.

## Geografie
De oppervlakte van Bischwiller bedroeg op 1 januari 2022 17,25 vierkante kilometer; de bevolkingsdichtheid was toen 707,9 inwoners per km². De Moder stroomt door de gemeente. In de gemeente ligt het dorp Hanhoffen.
De onderstaande kaart toont de ligging van Bischwiller met de belangrijkste infrastructuur en aangrenzende gemeenten.

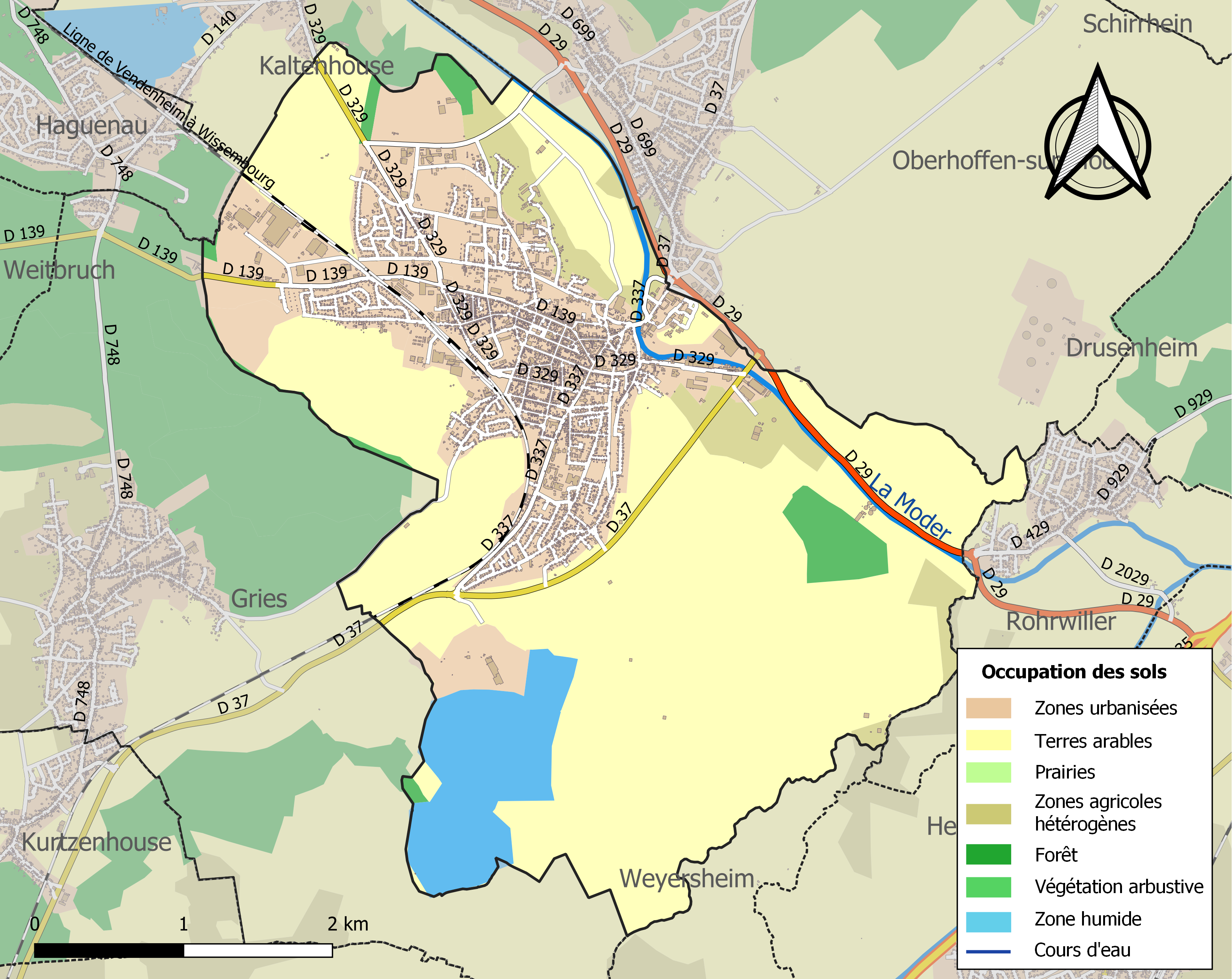

## Demografie
Onderstaande figuur toont het verloop van het inwonertal (bron: INSEE-tellingen).

## Verkeer en vervoer
In de gemeente staat het spoorwegstation  Bischwiller.

## Geboren
- Jean Daum (1825-1885), stichter van de glasblazerij Daum
- Otto Meißner (1880 - 1953), stafchef van de Duitse president (1920-1945)
- Claude Vigée (1921-2020), dichter
- Lucien Muller (1934), voetballer